# Liste des sites classés et inscrits des Hautes-Alpes

Le département des Hautes-Alpes en rouge sur la carte

La liste des sites classés des Hautes-Alpes présente les sites naturels classés du département des Hautes-Alpes.

## Liste
Les critères sur lesquels les sites ont été sélectionnés sont désignés par des lettres, comme suit :
- TC : Tout critère
- A : Artistique
- P : Pittoresque
- S : Scientifique
- H : Historique
- L : Légendaire

| Commune                                                          | Site classé | Description | Date du classement          | Critère de classement | Géolocalisation                   | Superficie(ha) | Autres labels | Illustration |
| ---------------------------------------------------------------- | --- | ----------- | --------------------------- | --------------------- | --------------------------------- | -------------- | ------------- | ------------ |
| Arvieux                                                          | L'éboulis de pierrailles dit Casse Déserte avec ses alentours depuis les lacets du col de l'Izoard jusqu'au banc construit sur un promontoire de roche côté Château-Queyras                                     |             | arrêté du 1er juin 1937     | TC                    | 44° 39′ 18″ N, 6° 49′ 31″ E       |                |               |              |
| La Beaume                                                        | Les terrains communaux situés aux abords du col de Cabre, dans un rayon de 500 m. autour du point culminant de l'axe de la RN 93                                                                                |             | arrêté du 31 août 1939      | TC                    | 44° 33′ 11″ N, 5° 38′ 15″ E       |                |               |              |
| La Chapelle-en-Valgaudémar                                       | Site du Valgaudémar, cascade de Combe Froide |             | arrêté du 19 janvier 1911   | TC                    | 44° 49′ 25,25″ N, 6° 11′ 59,62″ E |                |               |              |
| La Chapelle-en-Valgaudémar                                       | Site du Valgaudémar, cascade du Casset |             | arrêté du 19 janvier 1911   | TC                    | 44° 49′ 39,25″ N, 6° 13′ 35,25″ E |                |               |              |
| La Chapelle-en-Valgaudémar                                       | Site du Valgaudémar, cascades des Oules du Diable |             | arrêté du 27 novembre 1912  | TC                    | 44° 48′ 39,3″ N, 6° 11′ 49,73″ E  |                |               |              |
| Château-Ville-Vieille                                            | L'ensemble formé par la Colonne coiffée et ses abords dans la vallée de Saint-Véran, près du G.C. 5 et comprenant un cercle de 42,50 m. de rayon ayant pour centre la colonne, parcelles 1268 et 1273 section N |             | arrêté du 7 juin 1937       | TC                    | 44° 44′ 45,44″ N, 6° 49′ 38,74″ E |                |               |              |
| Château-Ville-Vieille                                            | Site du Monument aux Morts de l'Ange Gardien |             | arrêté du 22 septembre 1936 |                       | 44° 44′ 39,39″ N, 6° 46′ 03,45″ E |                |               |              |
| Crots                                                            | La Fontaine de l'Ours et ses abords situés dans la forêt domaniale de Boscodon comprenant une zone de 50 mètres autour de la cabane forestière, parcelles 75, 95, 96 section E                                  |             | arrêté du 21 mars 1939      | TC                    |                                   |                |               |              |
| Embrun                                                           | L'ensemble formé par la plaine dite Sous le Roc |             | décret du 7 septembre 1978  | P                     |                                   |                |               |              |
| Eygliers                                                         | Les rochers de la vallée du Guil situés au-dessous de la plate-forme de Montdauphin, parcelle 810p section E |             | arrêté du 31 mai 1937       | TC                    |                                   |                |               |              |
| Gap                                                              | Bloc erratique dans le torrent de Flodence, à Romette |             | arrêté du 17 novembre 1911  |                       |                                   |                |               |              |
| Gap                                                              | Bloc erratique dit "Pierre de Léperon" à Romette |             | arrêté du 1er août 1911     |                       |                                   |                |               |              |
| Gap                                                              | Le bloc erratique de Peyre-Ossel (pierre des oiseaux), parcelle 783 section B |             | arrêté du 9 mai 1914        | TC                    |                                   |                |               |              |
| Gap                                                              | Les blocs erratiques situés dans le domaine de la Justice, près Gap |             | arrêté du 2 mars 1912       | TC                    |                                   |                |               |              |
| La Grave                                                         | L'ensemble formé par le plateau d'Emparis sur les communes de la Grave (Hautes-Alpes), Besse-en-Oisans et Mizoen (Isére)                                                                                        |             | décret du 10 septembre 1991 | P                     |                                   |                |               |              |
| Guillestre                                                       | La table d'orientation du TCF et l'éperon rocheux sur lequel elle s'élève à Guillestre, parcelle 555, section F                                                                                                 |             | arrêté du 8 juin 1937       | TC                    |                                   |                |               |              |
| Laye                                                             | Le bloc erratique de Pierre Grosse, parcelle 986 section A |             | arrêté du 2 mars 1912       | TC                    |                                   |                |               |              |
| Le Monêtier-les-Bains                                            | Les abords du tunnel et du Col du Galibier, comprenant une portion de cercle ayant pour centre la table d'orientation et pour rayon la distance de cette table au refuge bâti côté Lauraret                     |             | décret du 27 août 1937      | TC                    | 45° 03′ 38″ N, 6° 24′ 31″ E       |                |               |              |
| Le Monetier-les-Bains, Névache, la Salle-les-Alpes, Val-des-Prés | L'ensemble formé par la Vallée de la Clarée et la vallée Etroite, sur les communes de Monêtier-les-Bains, Névache, La Salle-les-Alpes et Val-des-Près                                                           |             | décret du 31 juillet 1992   | P                     |                                   |                |               |              |
| Montgenèvre                                                      | Les parcelles 1175p, 1226, 1230p section A et 557p section C de la commune et avoisinant la Pyramide édifiée au col du même nom dans un rayon de 50 mètres autour de ce monument                                |             | arrêté du 26 avril 1941     | TC                    |                                   |                |               |              |
| Pelvoux                                                          | Site du Pelvoux formé par les bassins de St-Pierre, de Celse-Nière, de l'Eychauda et du Gyr jusqu'au confluent de ce dernier torrent                                                                            |             | arrêté du 22 juin 1911      |                       |                                   |                |               |              |
| Pelvoux, Puy-Saint-André                                         | Nouvelle délimitation du site classé du massif du Pelvoux sur le territoire des communes de Pelvoux et de Puy-Saint-André                                                                                       |             | décret du 20 avril 1998     | P                     |                                   |                |               |              |
| Prunières                                                        | L'îlot de Saint-Michel, parcelle 113 section AB |             | arrêté du 20 janvier 1966   | P                     | 44° 31′ 13,52″ N, 6° 20′ 05,74″ E |                |               |              |
| Réotier                                                          | La fontaine pétrifiante avec ses vasques et les abords et comprenant un cercle de 28 m. de rayon ayant pour centre la fontaine, parcelles 1235 à 1237, 1262 section B et 834 à 836 et 840 section D             |             | arrêté du 7 juin 1937       | TC                    |                                   |                |               |              |
| La Roche-des-Arnauds                                             | Le bloc erratique de la Condamine, parcelle 281 section E |             | arrêté du 29 novembre 1912  | TC                    | 44° 34′ 21,53″ N, 5° 57′ 26,95″ E |                |               |              |
| Saint-Maurice-en-Valgaudemar                                     | L'ensemble formé par l'église, le cimetière contigu, la place de l'église et le tilleul géant sis sur la place, parcelles 138 et 139 section D                                                                  |             | arrêté du 8 octobre 1946    | TC                    |                                   |                |               |              |
| Le Sauze-du-Lac                                                  | L'ensemble dit Demoiselles Coiffées du Sauze, sur la commune de Sauze, parcelle 119 section A |             | arrêté du 20 janvier 1966   | P                     |                                   |                |               |              |
| Saint-Eusèbe-en-Champsaur                                        | Le bloc erratique de Pierre Folle, parcelle 747 section B |             | arrêté du 2 mars 1912       | TC                    |                                   |                |               |              |
| Tallard                                                          | L'ensemble formé par le parc du château dénommé La Garenne appartenant à la commune, parcelles 77 section C et 353 section A                                                                                    |             | arrêté du 8 mars 1958       | P                     |                                   |                |               |              |
| Théus                                                            | La Salle de Danse des Demoiselles de Valauria, dans le périmètre forestier de Durance-Luye |             | arrêté du 16 juin 1939      | TC                    |                                   |                |               |              |
| Villar-d'Arêne                                                   | Le jardin alpin du col du Lautaret, parcelle 1215 section F |             | arrêté du 4 octobre 1934    | TC                    |                                   |                |               |              |